# 花石峡镇
花石峡镇，是中华人民共和国青海省果洛藏族自治州玛多县下辖的一个乡镇级行政单位。

## 行政区划
花石峡镇下辖以下地区：
花石峡社区、措柔牧委会、东泽牧委会、日谢牧委会、吉日迈牧委会、维日埂牧委会、扎地牧委会、斗纳牧委会和加果牧委会。